# Vincent Sellaer

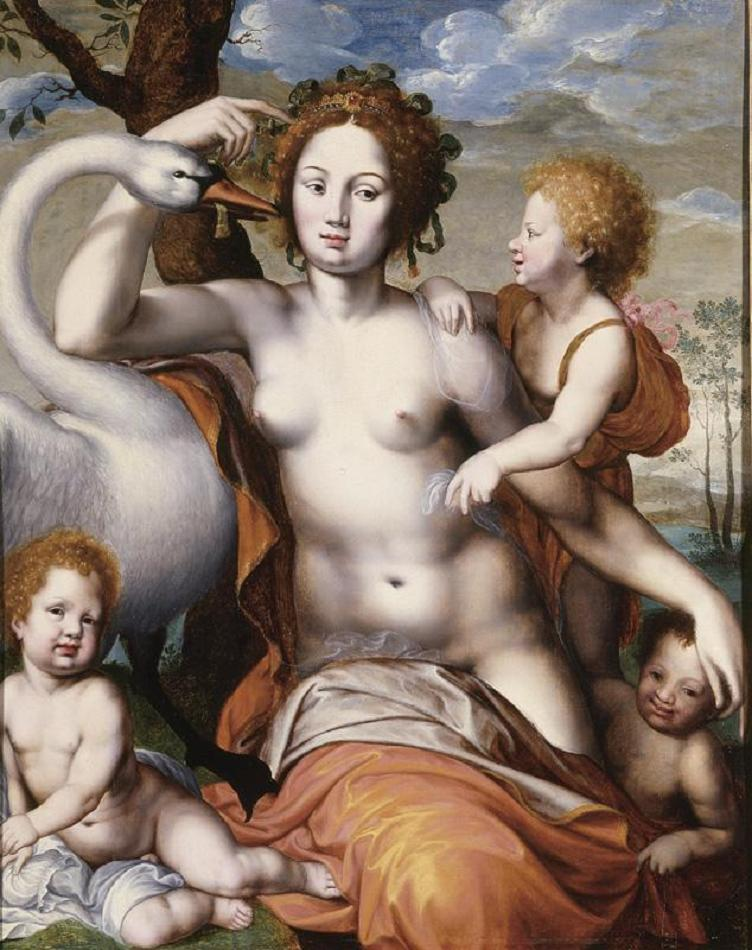
Leda e il cigno, Seattle Art Museum

Vincent Sellaer (Mechelen, 1500 circa – ante 1584) è stato un pittore fiammingo.

## Biografia
Ricordato a Malines nel 1544, dovette probabilmente visitare, in qualche momento, l'Italia settentrionale, a giudicare dagli elementi stilistici lombardi e fiorentini presenti nella sua pittura, più difficilmente spiegabili come un'influenza indiretta. 
La scarsità di informazioni sulla sua biografia è dovuta alla distruzione degli archivi di Malines, dovuta a incendi, saccheggi e guerre di religione. Dipinse scene sia religiose che mitologiche e probabilmente fu della generazione antecedente a quella di Frans Floris de Vriendt, facendo da anello di congiunzione tra quest'ultimo e Quentin Massys.